# فینبار لینچ
فینبار لینچ (انگلیسی: Finbar Lynch؛ زادهٔ ۲۸ اوت ۱۹۵۹) بازیگر اهل ایرلند است.
از فیلم‌ها یا برنامه‌های تلویزیونی که وی در آن نقش داشته است، می‌توان به کودک ۴۴، ریچارد دوم، برای کشتن یک پادشاه و حق رای اشاره کرد.